# Michel Ocelot
Michel Ocelot (ur. 23 października 1943) – francuski reżyser filmowy oraz animator.
Zasiadał w jury sekcji "Cinéfondation" na 56. MFF w Cannes (2003).

## Wybrana filmografia
- 1999: Kirikou i czarownica
- 2000: Książęta i księżniczki
- 2005: Kirikou i dzikie bestie
- 2006: Azur i Asmar
- 2011: Opowieści nocy
- 2012: Kirikou: mężczyźni i kobiety
- 2016: Ivan Carewicz i zmienna księżniczka
- 2018: Dilili w Paryżu
- 2022: Le Pharaon, le Sauvage et la Princesse

## Nagrody
- 2008: Prix Klingsor – nagroda specjalna na festiwalu Biennale Animacji Bratysława (BAB)[1]
- 2015: Nagroda za Całokształt Twórczości na festiwalu Animafest Zagreb[2]